# Flesland
Flesland är en tätort i stadsdelen Ytrebygda i Bergens kommun i Vestland fylke i västra Norge. Orten ligger väster om Bergens flygplats.